# Mecidiye, Armutlu
Mecidiye là một xã thuộc huyện Armutlu, tỉnh Yalova, Thổ Nhĩ Kỳ. Dân số thời điểm năm 2010 là 250 người.